# Amadora (waterpolo)
El Amadora es un club deportivo portugués en la ciudad de Amadora.

## Palmarés
- 1 vez campeón de la liga de Portugal de waterpolo masculino (2007)[1]
- 1 vez campeón de la copa de Portugal de waterpolo femenino (2008)